# Kəpəz PFK
Kəpəz PFK is een Azerbeidzjaanse voetbalclub uit de stad Gəncə.
De club werd in 1959 opgericht als Tekstilsjtsjik Kirovabad (de toenmalige naam van de stad). In 1962 werd de naam Dinamo aangenomen en in 1968 speelde de club in de Premjer-Liga, de hoogste klasse van de toenmalige Sovjet-Unie. Dinamo werd met negen punten achterstand op Torpedo Koetaisi laatste en degradeerde.
Na de onafhankelijkheid van Azerbeidzjan was de club onder de naam FK Kəpəz Gäncä medeoprichter van de hoogste klasse. In 1993 werd de club groepswinnaar en haalde de halve finale om de landstitel. Na een derde plaats in 1994 werd de club kampioen in 1995. Dit werd in '98 en '99 nog eens herhaald. De volgende seizoenen ging het iets minder met de club. Tijdens de winterstop van het seizoen 2004/05 veranderde de club de naam Kəpəz in FK Gäncä.
Tijdens seizoen 2006/07 werd de club uit de hoogste klasse gezet. Gäncä kon na het seizoen 2009-10 opnieuw promotie afdwingen naar de Yuksak Liga, de hoogste divisie in Azerbeidzjan. In 2011 werd de naam Kəpəz weer aangenomen.

## Erelijst
- Landskampioen

1995, 1998, 1999
- Beker van Azerbeidzjan

1994, 1997, 1998, 2000

## Kəpəz in Europa
#Q = #kwalificatieronde, T/U = Thuis/Uit, W = Wedstrijd, PUC = punten UEFA coëfficiënten .
Uitslagen vanuit gezichtspunt Kəpəz PFK
| Seizoen | Competitie       | Ronde | Land                | Club                       | Totaalscore | 1e W    | 2e W    | PUC |
| ------- | ---------------- | ----- | ------------------- | -------------------------- | ----------- | ------- | ------- | --- |
| 1995/96 | UEFA Cup         | Q     | Vlag van Oostenrijk | FK Austria Wien            | 1-9         | 0-4 (T) | 1-5 (U) | 0.0 |
| 1997/98 | Europacup II     | Q     | Vlag van Letland    | Dinaburg FC                | 0-2         | 0-1 (U) | 0-1 (T) | 0.0 |
| 1998/99 | Champions League | 1Q    | Vlag van Polen      | ŁKS Łódź                   | 2-7         | 1-4 (U) | 1-3 (T) | 0.0 |
| 1999/00 | Champions League | 1Q    | Vlag van Macedonië  | FK Sloga Jugomagnat Skopje | 2-2 u       | 0-1 (U) | 2-1 (T) | 1.0 |
| 2000/01 | UEFA Cup         | Q     | Vlag van Turkije    | Antalyaspor                | 0-7         | 0-2 (T) | 0-5 (U) | 0.0 |
| 2016/17 | Europa League    | 1Q    | Vlag van Moldavië   | Dacia Chisinau             | 1-0         | 0-0 (T) | 1-0 (U) | 1.5 |
| 2016/17 | Europa League    | 2Q    | Vlag van Oostenrijk | FC Admira Wacker Mödling   | 0-3         | 0-1 (U) | 0-2 (T) | 1.5 |

Totaal aantal punten UEFA coëfficiënten: 2.5
Zie ook
- Deelnemers UEFA-toernooien Azerbeidzjan
- Ranglijst van alle clubs die in de diverse Europa Cups zijn uitgekomen